# Убасуте
Убасуте — звичай який нібито існував у стародавній Японії відправляти старих родичів в ліс на голодну смерть. Базується на японській (хоча існує версія про неяпонське буддійське чи північне походження) легенді.

## Легенда
Одного разу один дайме (пан), під страхом суворої кари непокірним, наказав відносити всіх людей похилого віку яким виповнилося 60 років на вкриту густим лісом гору Обасуте і кидати їх там напризволяще. Настала черга знести на гору свого старого батька двом братам. Поки вони цілий день по черзі несли батька на спині по гірських схилах, той відламував гілки дерев і кидав їх за собою позначаючи дорогу. А на питання синів відповідав що робить це для їхнього-ж блага.
Врешті-решт брати покинули діда але на зворотному шляху заблукали в нічному лісі, заповненому страшними звуками вовчого виття і були змушені повернутися до залишеного батька. Усвідомивши, як сильно любить їх батько, спеціально для них зробив позначки з кинутих гілок, брати зважилися порушити указ правителя і таємно утримувати батька в підвалі будинку.
Після року дайме побажав знайти умільця який зміг би звити мотузку з попелу. За порадою батька брати вирішили спробувати: вимочили в солоній воді солому, звили її в джгут, висушили і спалили. Вийшла необхідна мотузка з попелу. Але князь вирішив їх випробувати знову і наказав знайти спосіб протягнути нитку через все завитки морської раковини великого розміру. Знову батько прийшов братам на поміч, запропонувавши пустити в раковину мурашки, до якого і прив'язав нитку а на виході з раковини для приманки комахи насипав кілька зерен рису. Орієнтуючись по запаху їжі, мураха пролізла крізь ці завитки раковини розплутуючи нитку за собою.
Зрадів дайме, що в його володіннях живуть такі розумні люди і став розпитувати братів про причини успіхів. А ті, бачачи схильність правителя, не стали нічого від нього приховувати і все розповіли про свого батька.
«Воістину, старі люди — джерело премудрості!» сказав їм у відповідь дайме, нагородив братів чудовими дарами і позбавив сили свій колишній указ, який засуджував людей похилого віку до самотньої смерті на горі Обасуте.

## Цікаві факти
Історія склала сильне враження на Альберта Ейнштейна під час його візиту в Японію в 1922.
Історія має втілення у класичній літературі: «Сказання про Ямато» (Ямато-моногатарі, X століття) та «Нові и древні сказання» (Кондзяку-моногатарісю, XII століття).